# سكوت بورنس (ملحن)
سكوت بورنس (بالإنجليزية: Scott Burns)‏ هو منتج أسطوانات ومهندس الصوت ومهندس وملحن أمريكي، ولد في القرن العشرين.

## وصلات خارجية
- سكوت بورنس على موقع ميوزك برينز (الإنجليزية)
- سكوت بورنس على موقع أول ميوزيك (الإنجليزية)
- سكوت بورنس على موقع ديسكوغز (الإنجليزية)